# Powiat Höxter
Powiat Höxter (niem. Kreis Höxter) – powiat w Niemczech, w kraju związkowym Nadrenia Północna-Westfalia, w rejencji Detmold. Stolicą powiatu jest miasto Höxter.

## Podział administracyjny
Powiat Höxter składa się z:
- dziesięciu gmin miejskich (Stadt)

Gminy miejskie:
| Lp. | Nazwa gminy miejskiej | Ludność (31.12.2010) | Powierzchnia km² |
| --- | --------------------- | -------------------- | ---------------- |
| 1   | Bad Driburg           | 18.959               | 115,08           |
| 2   | Beverungen            | 14.147               | 97,84            |
| 3   | Borgentreich          | 9.092                | 138,76           |
| 4   | Brakel                | 16.886               | 173,74           |
| 5   | Höxter                | 31.089               | 157,89           |
| 6   | Marienmünster         | 5.289                | 64,35            |
| 7   | Nieheim               | 6.557                | 79,79            |
| 8   | Steinheim             | 13.169               | 75,88            |
| 9   | Warburg               | 23.436               | 168,71           |
| 10  | Willebadessen         | 8.516                | 128,14           |